# Uriane Sorriaux
Pour les articles homonymes, voir Sorriaux.
Uriane Sorriaux, né le 12 juillet 1859 à Bouchain et mort le 26 juillet 1918 à Vilvorde, est un homme politique français.

## Biographie
Mineur dès l'âge de 10 ans, il devient ensuite surveillant de mine puis chef de carreau. Secrétaire de la caisse de secours mutuel, il s'investit beaucoup pour la défense des ouvriers et finit par être révoqué. Il fonde alors une coopérative ouvrière et poursuit son activité syndicale. 
Maire de Courrières en 1912 puis conseiller d'arrondissement en 1913, il est élu député socialiste du Pas-de-Calais en 1914 à la suite de la création de la cinquième circonscription de Béthune. 
Dès le début de la guerre, il est arrêté par les Allemands et déporté en Belgique, où il meurt avant la fin de la guerre.